# 瑟斯克
瑟斯克（Thirsk）是英格蘭北約克郡的一個城市和民政教區，在歷史上屬於北約克郡。據2011年英國人口普查，瑟斯克有人口4,998人。